# Julio César La Cruz
Julio César La Cruz (Camagüey, Cuba, 11 de agosto de 1989) es un deportista olímpico cubano que compite en boxeo, en la categoría de pesos pesados y que consiguió la medalla de oro en los Juegos Olímpicos de Tokio 2020 y en los Juegos Olímpicos de Río de Janeiro 2016.

## Polémica
Durante los Juegos Olímpicos de Tokio 2020, Julio César enfrentó en cuartos de final al cubano nacionalizado español Enmanuel Reyes, quien afirmó que iba a ser el primero en gritar "Patria y Vida" en Tokio. Sin embargo, la Cruz ganó la pelea y a todo pulmón gritó la consigna comunista "¡Patria y Vida, no! ¡Patria o Muerte y venceremos!". Horas después fue felicitado por el presidente cubano Miguel Díaz-Canel "por su actitud patriótica y revolucionaria".

## Palmarés internacional
| Juegos Olímpicos | Juegos Olímpicos         | Juegos Olímpicos | Juegos Olímpicos |
| Año              | Lugar                    | Medalla          | Prueba           |
| ---------------- | ------------------------ | ---------------- | ---------------- |
| 2016             | Río de Janeiro ( Brasil) | Medalla de oro   | Semipesado       |
| 2021             | Tokio ( Japón)           | Medalla de oro   | Peso pesado      |